# Топилы (село)
Топилы — село в Милославском районе Рязанской области России. Входит в состав Павловского сельского поселения. 

## Топоним
Название, как пишут, А.В. Бабурин  и А.А. Никольский,  могло быть образовано  от  слова  топило  «поглощающий  колодец,  карстовый  провал»  и  характеризовало  местность,  в  которой  возник населённый пункт 
.

## География
Село расположено в 10 км на северо-восток от центра поселения посёлка Совхоз «Большевик» и в 24 км на север от райцентра Милославское.

## История
Впервые упоминаются в числе архиерейских вотчин в грамоте Михаила Федоровича 1637 года как д. Топилово. Время первоначального построения в селе Архангельской церкви относится к началу XVIII века. Она уже упоминается в списке церквей за 1734 год. Вместо сгоревшей, в 1760 году поставлена была новая деревянная церковь в прежнее храмонаименование, которая в 1872 году за ветхостью была разобрана. Вместо неё в том же году построена была также деревянная Архангельская церковь. Церковь имела крестообразную форму и простиралась в длину на 10, в ширину на 11 саженей, высота колокольни, находившейся в одной связи с церковью не превышала 13 саженей. 

### Административно-территориальная принадлежность
В XIX — начале XX века село входило в состав Князевской волости Скопинского уезда Рязанской губернии. В 1906 году в селе было 267 дворов.
С 1929 года село являлось центром Топильского сельсовета Чернавского района Рязанского округа Московской области, с 1937 года — в составе Рязанской области, с 1959 года — в составе Милославского района, с 2005 года — в составе Павловского сельского поселения.

## Население
| 1859 | 1897  | 1906  | 2010 |
| ---- | ----- | ----- | ---- |
| 1229 | ↗1834 | ↗2073 | ↘53  |

## Инфраструктура
Личное подсобное хозяйство с зоной сельскохозяйственного использования, индивидуальная застройка усадебного типа.

## Транспорт
Просёлочные дороги. 